# Vida Tomšič
Vida Tomšič, rozená Bernot (partyzánský pseudonym Marija Pevec; 26. červen 1913 – 10. prosinec 1998) byla slovinská politička a právnička a národní hrdinka Jugoslávie.

## Život apolitická činnost
Narodila se 26. června 1913 v Lublani, kde absolvovala základní školu i gymnázium. V roce 1931 byla zapsána na filozofickou fakultu, ale zanedlouho přešla na právnickou fakultu, kterou absolvovala v roce 1941. V období svých studií se zapojila do studentského hnutí a podílela se na mnohých stávkách.
V roce 1934 se stala členkou Komunistické strany Jugoslávie a ve stejném roce se poznala se svým budoucím manželem Tone Tomšičem. V listopadu 1934 ji lublaňský soud odsoudil k trestu odnětí svobody v délce devíti měsíců. Jakmile byla propuštěna, pokračovala ve své činnosti v řadách komunistů i studentského hnutí. V červnu 1940 byla zvolena členkou ústředního výboru Komunistické strany Slovinska a v říjnu 1940 i členkou ústředního výboru Komunistické strany Jugoslávie.
Od prvních dní okupace Jugoslávie se zapojila do odboje. V srpnu 1941 porodila v ilegalitě syna. 10. prosince 1941 je díky prozrazení zadržena i s manželem. Spolu s ním, Mihou Marinkou a Pepcou Kardeljovou byla přemístěna do vězení gestapa, které je však po dvou měsících vrátilo italským orgánům. 16. května 1942 ji italský vojenský soud odsoudil k trestu odnětí svobody v délce dvaceti pěti let. Vězněna byla v Benátkách, Anconě, Campobassu a v Tranu.
Po italské kapitulaci byla přemístěna do angloamerického tábora nedaleko Bari. Zde organizovala stranickou organizaci a byla mezi zakladateli první zahraniční brigády NOVJ, u níž chvíli působila jako zástupkyně politického komisaře. V lednu 1944 se vrátila do Slovinska, kde vykonávala funkce v rámci stranických orgánů i protifašistického odboje.
5. května 1945 se stala ministryní pro sociální politiku v první slovinské vládě. Poté byla předsedkyní kontrolní komise Lidové republiky Slovinsko, členka výkonného výboru LR Slovinsko, poslankyní federálního i republikového parlamentu. Byla tajemnicí Lidové skupštiny Federativní lidové republiky Jugoslávie, předsedkyní Skupščiny SR Slovinsko, předsedkyní Rady národů Skupštiny SFRJ, byla členkou Svazového shromáždění a od roku 1974 byla členkou Předsednictva SR Slovinsko. Tomšičová byla dvakrát členkou jugoslávské delegace na zasedání Valného shromáždění OSN. Dvě období byla představitelkou Jugoslávie v Komisi OSN pro sociální rozvoj, jeden rok byla předsedkyní této komise.
Od roku 1978 byla profesorkou rodinného práva. Zemřela 10. prosince 1998 v Lublani.
Byla nositelkou Partyzánské pamětní medaile 1941 a 27. listopadu 1953 obdržela Řád národního hrdiny.